# Florian Freissegger
Florian Freissegger (* 26. März 2001 in Spittal an der Drau) ist ein österreichischer Fußballspieler.

## Karriere

### Verein
Freissegger begann seine Karriere beim SC Mühldorf. Zur Saison 2014/15 wechselte er in die Jugend des Villacher SV. Zur Saison 2015/16 kam er in die Akademie des Wolfsberger AC, in der er fortan sämtliche Altersstufen durchlief.
Im April 2019 debütierte er für die Amateure des WAC in der Regionalliga, als er am 23. Spieltag der Saison 2018/19 gegen die Union Gurten in der Startelf stand. Bis Saisonende kam er zu drei Einsätzen.
Zur Saison 2019/20 wechselte er zum Zweitligisten SK Austria Klagenfurt, bei dem er einen bis Juni 2021 laufenden Vertrag erhielt. Sein Debüt in der 2. Liga gab er im August 2019, als er am zweiten Spieltag jener Saison gegen den FC Liefering in der Halbzeitpause für Alexander Killar eingewechselt wurde. Für Klagenfurt kam er in zwei Spielzeiten zu insgesamt 20 Zweitligaeinsätzen, ehe er mit der Austria am Ende der Saison 2020/21 in die Bundesliga aufstieg. Nach einer Spielzeit in der höchsten Spielklasse, in der er jedoch nicht zum Einsatz kam, verließ er den Klub nach der Saison 2021/22 nach drei Jahren.
Daraufhin wechselte er zur Saison 2022/23 zum Regionalligisten DSV Leoben. Für Leoben absolvierte er 22 Regionalligaspiele, ehe er mit dem Team zu Saisonende in die 2. Liga aufstieg. In dieser kam er in dann in der Saison 2023/24 bis zur Winterpause siebenmal zum Zug. Im Februar 2024 wechselte Freissegger innerhalb der Liga zum SV Lafnitz. Für Lafnitz absolvierte er 35 Partien in der 2. Liga, aus der das Team aber am Ende der Saison 2024/25 abstieg.
Im Anschluss daran wechselte Freissegger zur Saison 2025/26 zum Zweitligisten SV Stripfing.

### Nationalmannschaft
Freissegger spielte im September 2019 gegen Lettland erstmals für die österreichische U-19-Auswahl. 

## Persönliches
Sein Vater Arnold (* 1966) war ebenfalls Fußballspieler.